# Inquisição

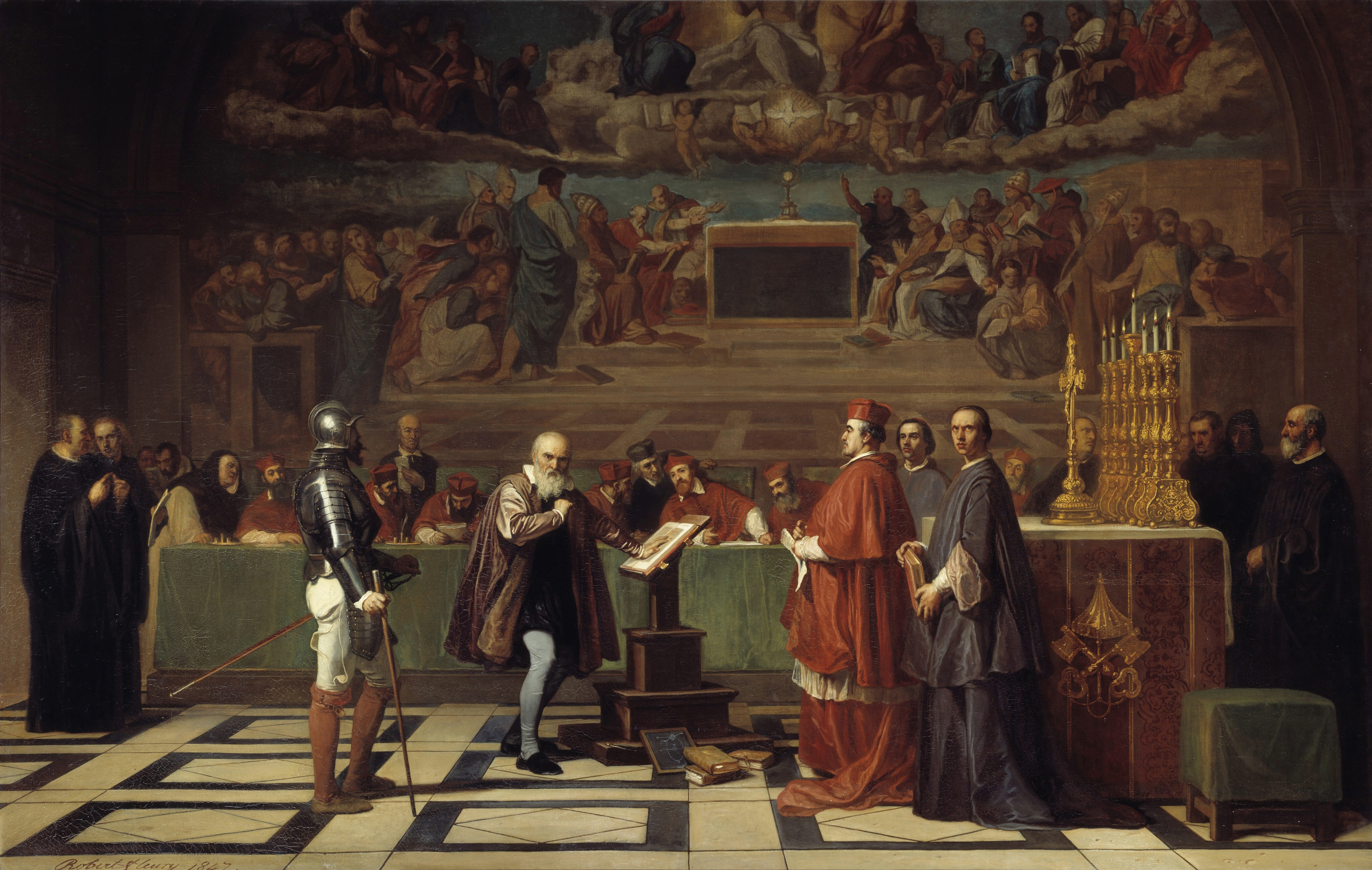
Galileu diante do Santo Ofício, pintura do século XIX de Joseph-Nicolas Robert-Fleury.

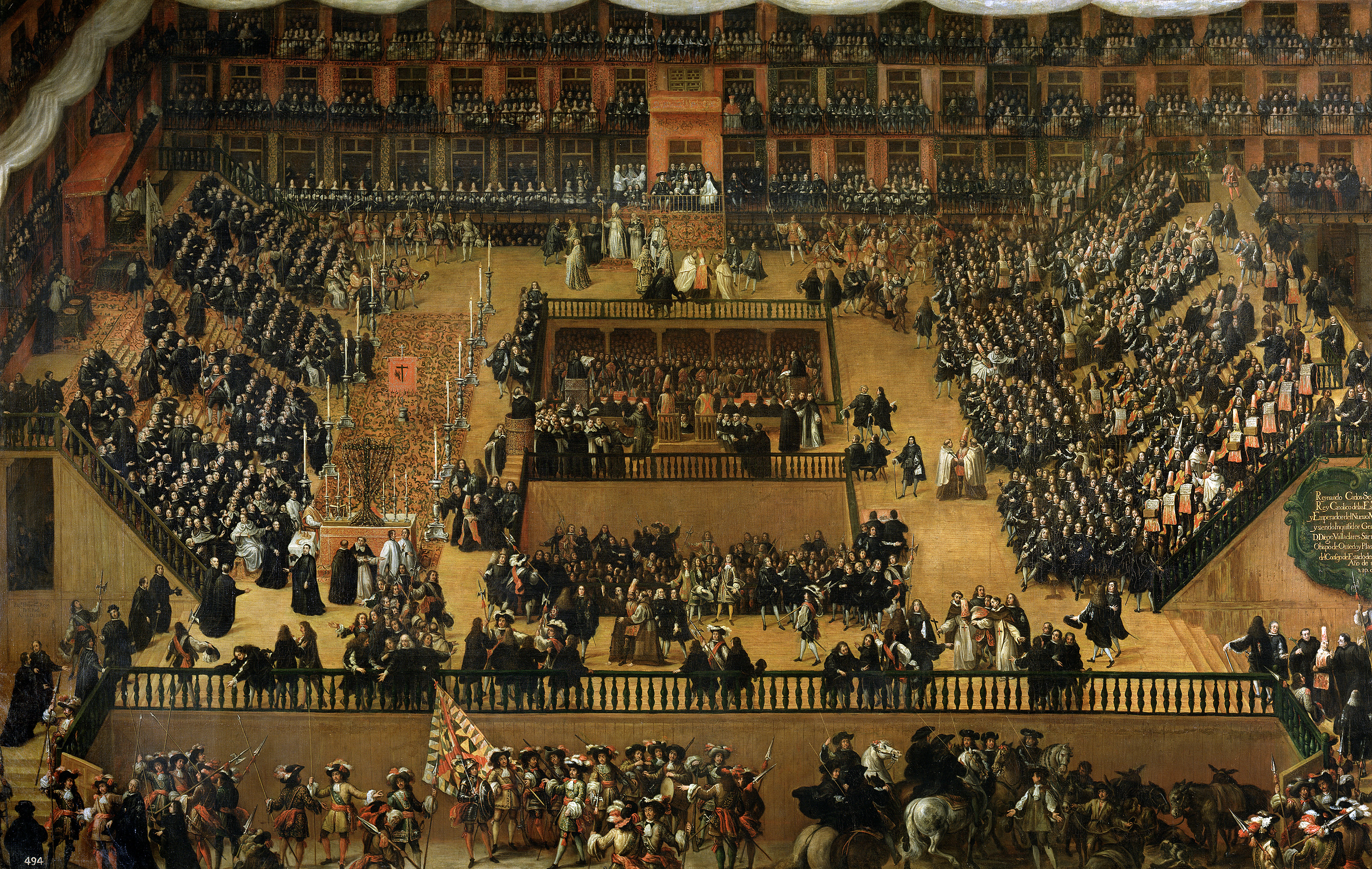
Pintura de 1683 de Francisco Rizi retratando um auto de fé na Plaza Mayor, Madrid, em 1680.

Inquisição, Santo Ofício, Santo Ofício da Inquisição ou Santa Inquisição foi um grupo de instituições dentro do sistema jurídico da Igreja Católica Romana cujo objetivo era combater a heresia, apostasia, blasfémia, feitiçaria e costumes considerados desviantes. Violência, tortura, ou a simples ameaça da sua aplicação, foram usadas pela Inquisição para extrair confissões dos hereges. Começou no século XII na França para combater movimentos religiosos vistos como heréticos, em particular, em relação aos cátaros e valdenses. Entre os outros grupos que foram investigados pela Inquisição Medieval encontram-se os fraticelli, os hussitas — seguidores de Jan Hus —, as beguinas, e os conversos. A partir da década de 1250, os inquisidores eram geralmente escolhidos entre os membros da Ordem Dominicana para substituir a prática anterior de utilizar clérigos locais como juízes. O termo Inquisição Medieval cobre os tribunais do século XII até meados do século XV.
No final da Idade Média e início do Renascimento, o conceito e o alcance da Inquisição foi significativamente ampliado em resposta à Reforma Protestante e à Contrarreforma Católica. Alargou-se a outros países europeus, resultando nas Inquisições Espanhola e Portuguesa. Esses dois reinos em particular operavam tribunais inquisitoriais ao longo de seus respectivos impérios — o Espanhol e o Português — na América, Ásia e África (resultando nas Inquisições Brasileira, Goesa, Peruana, Mexicana, entre outras). Um foco particular das inquisições espanhola e portuguesa foram os conversos, ou seja, judeus e muçulmanos que se tinham convertido ao catolicismo, e que eram considerados suspeitos de secretamente terem voltado a praticar suas religiões anteriores.
A instituição da Inquisição persistiu até o início do século XIX (exceto dentro dos Estados Pontifícios), após as guerras napoleônicas na Europa e depois das guerras hispano-americanas de independência na América. Sobreviveu como parte da Cúria Romana, e recebeu um novo nome em 1908, sob o Papa Pio X, como "Sacra Congregação do Santo Ofício". Em 1965, com o Concílio Vaticano II, durante o pontificado de Paulo VI e em clima de grandes transformações na Igreja após o papado de João XXIII, foi assumido o seu nome atual, Congregação para a Doutrina da Fé.

## Origem e histórico
A ideia da criação da Inquisição surgiu inicialmente para funcionar como um tribunal interno, apenas para dentro da Igreja católica. Em 1022, foi criado o primeiro "Tribunal Público contra a Heresia", em Orleans (França).
Em 1183, delegados enviados pelo Papa averiguaram a crença dos cátaros de Albi, sul da França, também conhecidos como "albigenses", que já tinham surgido em 1143, e que acreditavam na existência de um Deus para o Bem e outro para o Mal; Cristo seria o Deus do bem, enviado para salvar as almas humanas, e o Deus criador do mundo material seria o Deus do mal. Após a morte, as almas boas e espirituais iriam para o céu, enquanto as almas pecadoras e materialistas, como castigo, reencarnariam no corpo de um animal. Isto foi considerada uma heresia e no ano seguinte, no Concílio de Verona, foi criado o Tribunal da Inquisição. Os cátaros consideravam que a alma seria a parte boa do ser humano, e o corpo seria a parte má do homem. Rejeitavam a maior parte do Antigo Testamento -e o seu Deus beligerante - como satânico. Não construíam igrejas, mas estavam bem-organizados. Os cátaros consideravam as mulheres como iguais aos homens, e o catarismo ofereceu às mulheres a oportunidade de participar plenamente na fé a todos os níveis. Na estrutura da igreja cátara, os seguidores estavam divididos em três classes: os Perfeitos, que eram o topo da igreja, os seus sacerdotes, os Crentes e os Ouvintes.
Em 1184, Ad abolendam, um decreto e bula do Papa Lúcio III, determinava que os detentores de cargos públicos, condes, barões, reitores, nas cidades e outros lugares, deveriam assumir a responsabilidade de punir os hereges que lhe fossem entregues pela Igreja; e qualquer autoridade que falhasse nesse dever seria excomungado, afastado do cargo e despojado de todos os direitos legais. As cidades que abrigassem hereges sofreriam boicotes comerciais, e as terras dos hereges conhecidos declaradas perdidas.

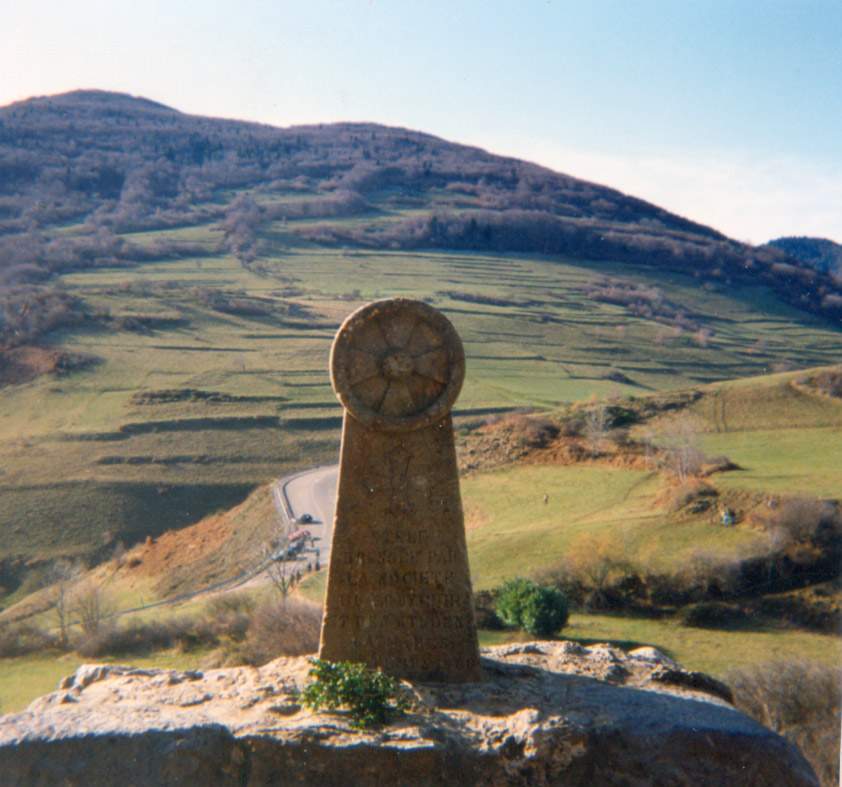
Estela moderna em memória dos cerca de 200 cátaros mortos na fogueira em Montsegur em 1244. A inscrição, em língua occitana, é: "Als catars, als martirs del pur amor crestian - 16 de març 1244" ("Aos cátaros, aos mártires do puro amor cristão").

 Em 1209, o Papa Inocêncio III ordenou uma cruzada contra os cátaros, para o que procurou o apoio de vários senhores feudais. Seguiram-se vinte anos de guerra contra os cátaros e seus aliados no Languedoc: a Cruzada Albigense. O entusiasmo pela Cruzada, que foi extremamente violenta, foi parcialmente inspirado por um decreto papal que permitia o confisco de terras pertencentes aos cátaros e seus apoiantes. Após a tomada de Béziers, em 22 de julho de 1209, sob o comando do legatário papal, Arnaud Amalric, toda a população de cerca de 7 a 9 mil almas - homens, mulheres e crianças - foi massacrada e a cidade saqueada e incendiada. Segundo o historiador Cesáreo de Heisterbach, Amalric, quando perguntado como distinguir os cátaros dos católicos, respondeu: "Matem-nos a todos! Deus conhecerá os seus". O movimento cátaro acabou por praticamente desaparecer, sendo os sobreviventes perseguidos depois pela Inquisição até à extinção. 

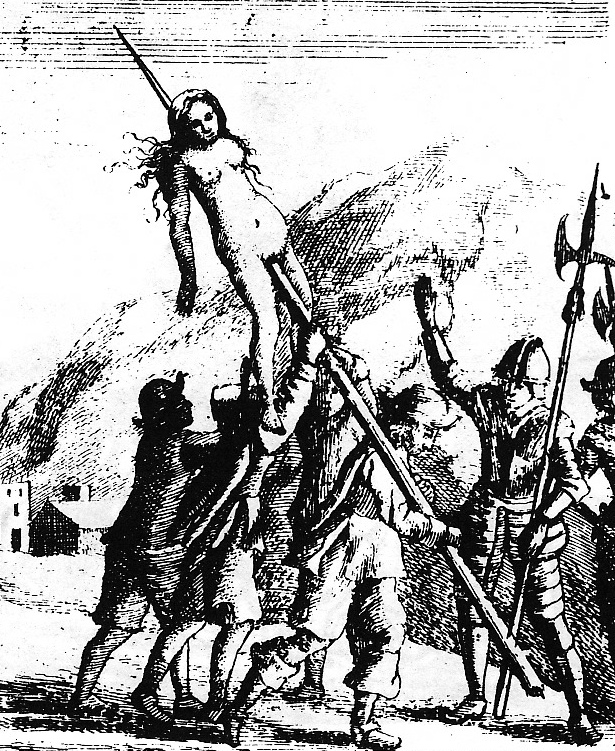
Massacre de valdenses em Piemonte em 1655 (gravura de 1658) A mulher torturada seria Anna Charboniere.

Na época medieval a pena privativa de liberdade não era utilizada como forma de sanção contra crimes. Ou seja, se um sujeito cometesse um crime, não existia ainda a prática civil de mandar para a cadeia os delinquentes, essa prática tornou-se comum a partir do século XVIII. Assim, no tempo medieval era comum a aplicação de penas (pelo próprio governo) por exemplo: a pena de tortura é bastante comum; a pena de morte era bastante comum; assim como a fogueira era já utilizada. Essas eram as formas de punição por crimes cometidos. Diz o historiador Adriano Garuti: "A pena de morte foi empregada não somente na Inquisição, mas praticamente em todos os outros sistemas judiciários da Europa". Sobre o uso da tortura diz o historiador especialista na inquisição espanhola Henry Kamen: "Em uma época em que o uso da tortura era geral nos tribunais penais europeus, a inquisição espanhola seguiu uma política de benignidade e circunspeção que a deixa em lugar favorável se se compara com qualquer outra instituição. A tortura era empregada somente com último recurso e se aplicava em pouquíssimos casos"; em outro momento diz o mesmo autor: "As cenas de sadismo que descrevem os escritores que se inspiraram no tema tem pouca relação com a realidade"; "em comparação com a crueldade e as mutilações que eram normais nos tribunais seculares, a Inquisição se mostra sob uma luz relativamente favorável; este fato, em conjunção com o usual bom nível da condição de seus cárceres, nos faz considerar que o tribunal teve pouco interesse pela crueldade e que tratou a justiça com a misericórdia". Estes pontos de vista são repudiados pela maioria dos historiadores; Richard L. Kagan, por exemplo, diz que Kamen não conseguiu "entrar na barriga da besta e avaliar o que realmente significava para as pessoas que com ela viviam." Para Kagan, são necessários estudos que realmente utilizem os minuciosos arquivos da inquisição para poder reconstruir o mundo dos que foram presos na sua rede.
O Papa Gregório IX, durante o seu pontificado, editou duas bulas que marcam o reinício da Inquisição: Excommunicamus et anathematisamus, em 1231, que já previa a pena de morte para os hereges, e em 20 de abril de 1233, Licet ad Capiendos. Nos séculos seguintes, a Inquisição julgou, absolveu ou condenou e entregou ao Estado — para que as penas fossem aplicadas — os propagadores de heresias. Nesta etapa, a Inquisição foi confiada à recém-criada ordem dos Pregadores (os Dominicanos).

(Dirigida aos dominicanos inquisidores)
“Onde quer que lhes [hereges] ocorra pregar, estais facultados, se os pecadores persistirem em defender a heresia apesar das advertências, a privá-los para sempre dos seus benefícios espirituais e a proceder contra eles e todos os outros, sem apelação, solicitando em caso necessário a ajuda das autoridades seculares e vencendo sua oposição, se isto for necessário, por meio de censuras eclesiásticas inapeláveis”.

Papa Gregório IX (1233)

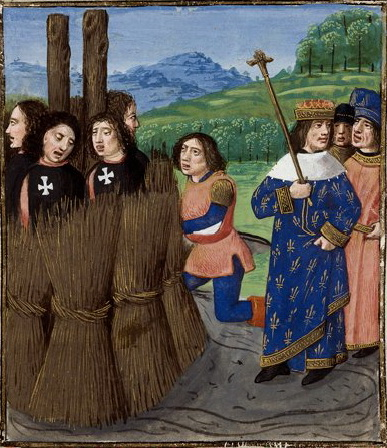
Queima dos Templários (miniatura do século XV)

Emblema da Inquisição (1571). A cruz simboliza o "carácter espiritual" da Inquisição; o ramo de oliveira simboliza a graça e a espada o castigo. A inscrição em latim significa: "Levanta-te, Senhor, e julga a tua causa"

Durante a Cruzada Albigense, os Valdenses tinham sido igualmente perseguidos, com um menor número de vítimas, pois ao contrário dos Cátaros, evitavam defender-se pelas armas, preferindo fugir à frente dos exércitos da Igreja Romana e estabelecer-se noutros locais. Foi apenas em 1487 que o Papa Inocêncio VIII declarou uma Cruzada contra os Valdenses. O Papa reuniu um exército de 18 mil homens para matar ou prender todos os valdenses, forçando-os a ir até aos Alpes, onde sofreram dificuldades mas permaneceram durante muitas décadas a seguir.

### Idade Média

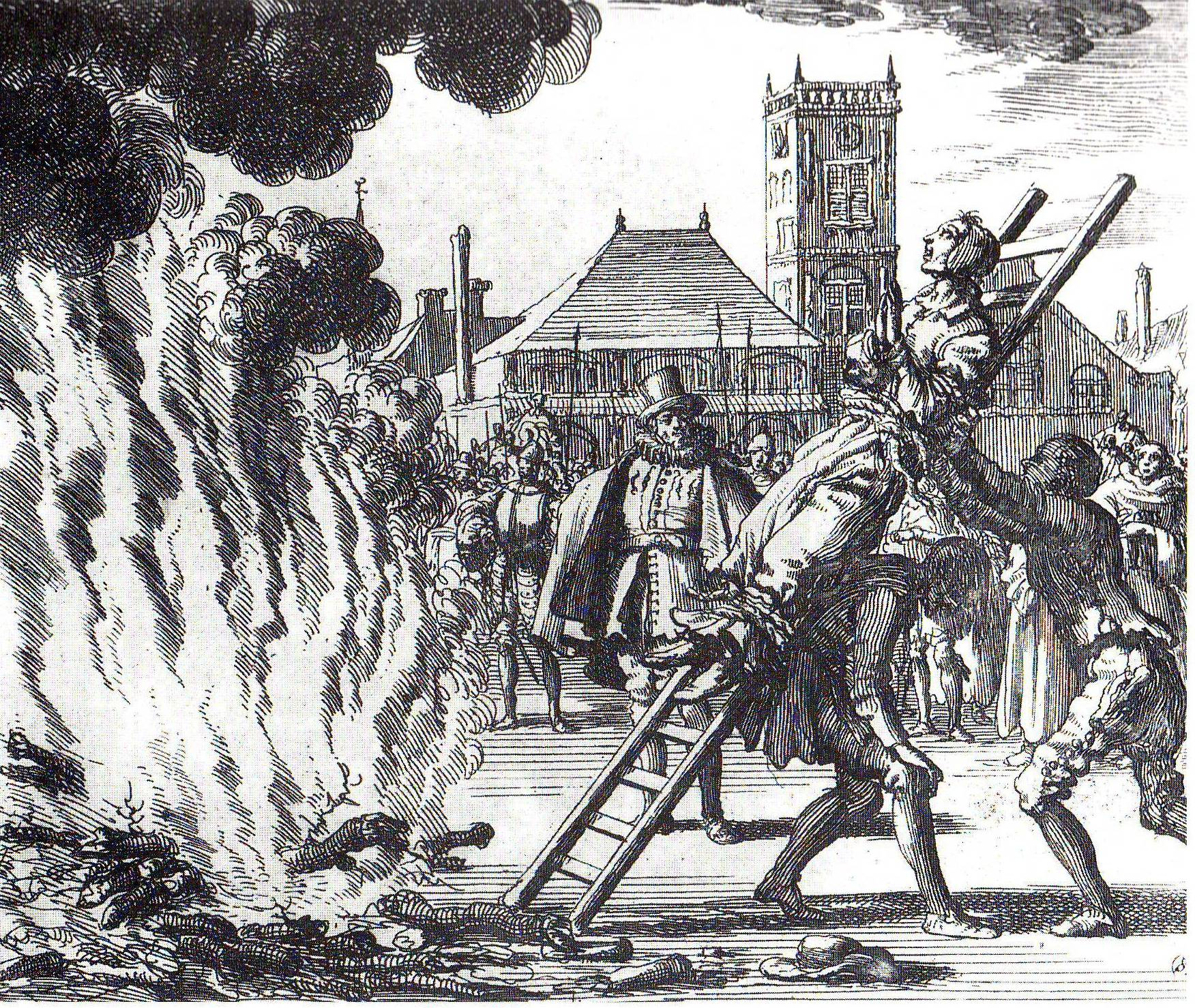
A execução na fogueira de Anneken Hendriks, uma neerlandesa anabatista do século XVI condenada por heresia.

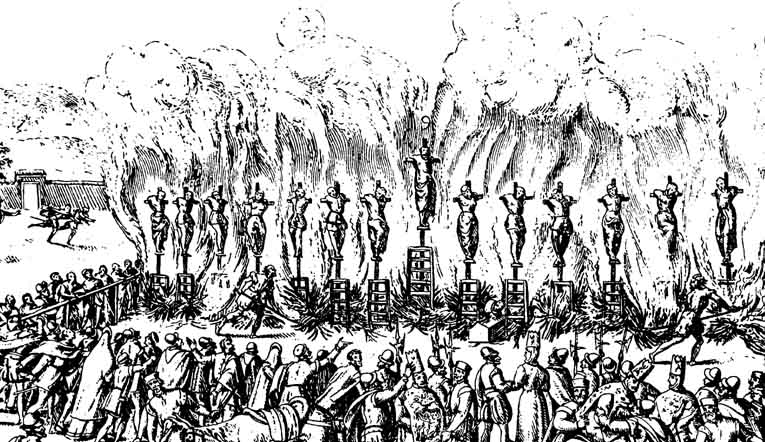
Ilustração contemporânea de mortes na fogueira após um auto de fé em Valladolid, quando quatorze protestantes são queimados vivos em 21 de maio de 1559.

Em 1184 a Inquisição surge no Languedoc (sul da França) para combater a heresia dos cátaros ou albigenses. Em 1249, implantou-se também no reino de Aragão, como a primeira Inquisição estatal e, já na Idade Moderna, com a união de Aragão e Castela, transformou-se na Inquisição espanhola (1478 - 1834), sob controle direto da monarquia hispânica, estendendo posteriormente sua atuação à América. A Inquisição portuguesa foi criada em 1536 e existiu até 1821. A Inquisição romana ou "Congregação da Sacra, Romana e Universal Inquisição do Santo Ofício" existiu entre 1542 e 1965. O condenado era muitas vezes responsabilizado por uma "crise da fé", pestes, terremotos, doenças e miséria social.
Os tribunais da Inquisição não eram permanentes, sendo instalados quando surgia algum caso de heresia, sendo depois desfeitos. Posteriormente tribunais religiosos e outros métodos judiciários de combate à heresia seriam utilizados também pelas igrejas protestantes (como, por exemplo, na Alemanha e na Inglaterra).
O delator que apontava o "herege" para a comunidade muitas vezes garantia sua fé e status perante a sociedade.

Lei 25.
O chefe de estado ou governante deve forçar todos os hereges que tem em custódia, desde que o faça sem os matar ou lhes quebrar os braços ou pernas, como verdadeiros ladrões e assassinos de almas e ladrões dos sacramentos de Deus e da fé cristã, para confessarem os seus erros e acusar outros hereges que eles conhecem, e especificar os seus motivos, e aqueles que eles seduziram, e aqueles que os alojaram e defenderam, assim como ladrões e assaltantes de bens materiais são levados a acusar os seus cúmplices e confessar os crimes que cometeram.

Papa Inocêncio IV (1252)
Ao contrário do que é comum pensar, o tribunal do Santo Ofício era uma entidade jurídica e não tinha forma de executar as penas. A Igreja não derramava sangue, não estava autorizada a condenar à morte, e esta "ficção piedosa" serviu para manter teoricamente as mãos dos inquisidores limpas. Na realidade, é óbvio que estavam perfeitamente conscientes do destino a que estavam a entregar os sentenciados "relaxados".

### Inquisição espanhola

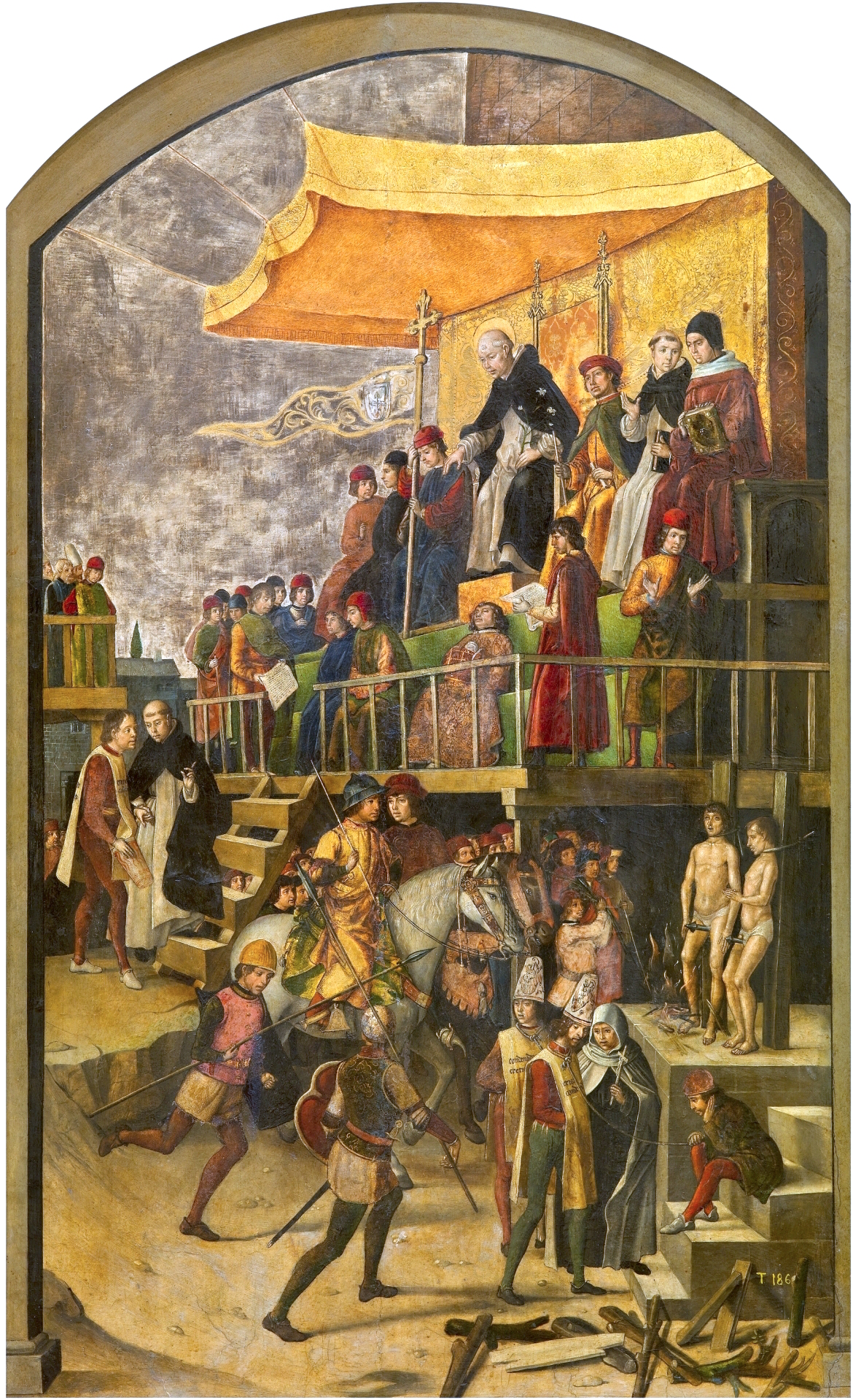
Pintura de Pedro Berruguete supostamente representando um auto de fé da Inquisição Espanhola. A execução dos condenados - aqui dois no garrote - não tinha lugar aquando do auto.

A Inquisição espanhola é, entre as demais inquisições, a mais famosa. David Landes relata: "A perseguição levou a uma interminável caça às bruxas, completa com denunciantes pagos, vizinhos bisbilhoteiros e uma mania racista do sangue ("limpieza de sangre"). Conversos judaizantes eram apanhados por intrigas e vestígios reveladores de prática mosaica: recusa de carne de porco, toalhas lavadas à sexta-feira, uma prece escutada à soslaia, frequência irregular à igreja, uma palavra mal ponderada. A higiene em si era uma causa de suspeita e tomar banho era visto como uma prova de apostasia para marranos e mouriscos. A frase "o acusado era conhecido por tomar banho" é uma frase comum nos registros da Inquisição. Sujidade herdada: as pessoas limpas não têm de se lavar. Em tudo isto, os espanhóis e portugueses rebaixaram-se. A intolerância pode prejudicar o perseguidor (ainda) mais do que a vítima. Deste modo, a Ibéria, e na verdade toda a Europa Mediterrânica, perderam o comboio da chamada revolução científica".
Rino Cammilleri diz: "As fontes históricas demonstram muito claramente que a inquisição recorria à tortura muito raramente. O historiador Bartolomé Benassar, que se ocupou da Inquisição mais dura, a espanhola, fala de um uso da tortura "relativamente pouco frequente e geralmente moderado". "O número proporcionalmente pequeno de execuções, segundo o historiador Henry Kamen, constitui um argumento eficaz contra a lenda negra de um tribunal sedento de sangue"; pois, como ele sustenta, "as cenas de sadismo que descrevem os escritores que se inspiraram no tema possuem pouca relação com a realidade". Esta visão não é partilhada pela maioria dos historiadores; os próprios dezenas de milhares de registos da Inquisição, muitos ainda por estudar, assim como alguns testemunhos pessoais, a contrariam. O historiador Toby Green, aceitando embora ter existido certa demonização da Inquisição Espanhola, em comparação com outras perseguições suas contemporâneas, sustenta por exemplo que não se deve negar o uso habitual de tortura; corrigir a "lenda negra" não deve significar a substituição por uma "lenda branca".
A 1 de novembro de 1478, uma Bula do Papa Sixto IV — Exigit Sincerae Devotionis — autorizava a criação de uma Inquisição Espanhola. Confiou-se então o direito de nomear e demitir aos monarcas espanhóis.
Em abril de 1482, o próprio Papa Sixto IV emitiu uma bula, na qual concluía: "A Inquisição há algum tempo é movida não por zelo pela fé e a salvação das almas, mas pelo desejo de riqueza". Após essa conclusão, revogaram-se todos os poderes confiados à Inquisição e o Papa exigiu que os Inquisidores ficassem sob o controle dos bispos locais. O Rei Fernando ficou indignado e ameaçou o Papa. A 17 de outubro de 1483, uma nova bula estabelecia o Consejo de La Suprema y General Inquisición para funcionar como a autoridade última da Inquisição, sendo criado o cargo de Inquisidor Geral. Seu primeiro ocupante foi Tomás de Torquemada. Até a sua morte em 1498, Torquemada teve poder e influência que rivalizavam com os próprios monarcas Fernando e Isabel. O número de execuções durante o mandato de Torquemada como inquisidor é muito controverso; o estimado por Henry Kamen é cerca de dois mil.

### Inquisição portuguesa

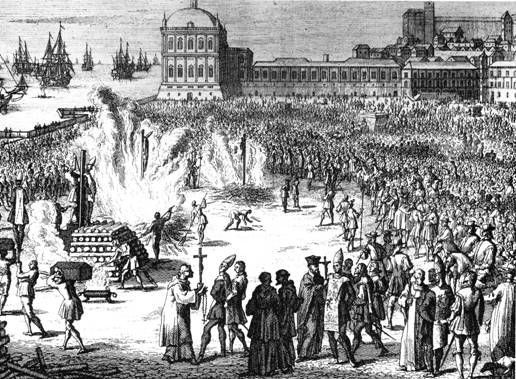
Representação de execuções pelo fogo no Terreiro do Paço, em Lisboa, Portugal.

A Inquisição em Portugal teve sua origem em decorrência de compromissos assumidos por D. Manuel I de Portugal, no seu contrato de casamento com Isabel de Aragão e Castela, assinado em 30 de novembro de 1496.
De acordo com Henry Charles Lea, entre 1540 e 1794, os tribunais de Lisboa, Porto, Coimbra e Évora queimaram 1 175 pessoas vivas, queimaram a efígie de outras 633 e impuseram castigos a 29 590 pessoas. No entanto, a documentação de 15 dos 689 autos de fé desapareceu, de forma que estes números podem subestimar levemente a realidade. Também se ignora quantas vítimas morreram nos cárceres da Inquisição em resultado de doenças, falta de condições e maus tratos; as prisões podiam-se prolongar por meses ou até anos sem prazo definido, aguardando confirmação dos "crimes".
Em 22 de outubro de 2016, a Câmara Municipal da cidade de Évora inaugurou um monumento em homenagem às milhares de vítimas das Inquisição Portuguesa.

## Procedimentos

### Denúncias
O procedimento habitual começava com o anúncio de um período de graça, enunciado num "Édito de Graça". Numa localidade escolhida, visitada pelos inquisidores, era pedido aos chamados hereges que se apresentassem, e que fossem feitas denúncias; este era o método básico de encontrar suspeitos de heresia. Muitos denunciavam-se a si mesmos ou confessavam alegadas heresias por medo que um amigo ou vizinho o pudesse fazer mais tarde. O terror da Inquisição provocava reações e denúncias em cadeia.

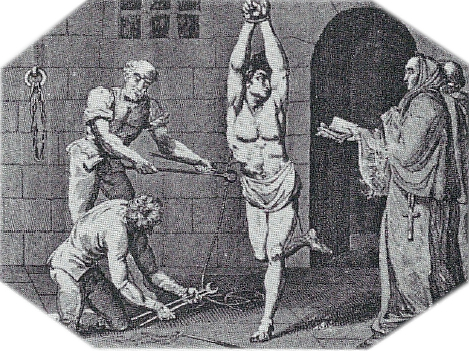
Dois sacerdotes demonstrando uma aplicação de tortura sob a supervisão da Inquisição.

Se confessassem dentro de um "período de graça" - habitualmente de 30 dias - poderiam ser aceites de volta à igreja sem penitência. Em geral, os benefícios propostos pelos éditos de graça àqueles que se apresentassem espontaneamente eram o perdão da pena de morte ou prisão perpétua e o perdão da pena de confisco de bens, porém teriam que denunciar outras pessoas que não tivessem se apresentado. Não bastava denunciar-se como herege.
Qualquer um suspeito de conhecer a heresia de outrem e que não fizesse a denúncia obrigatória seria excomungado e a seguir sujeito ele mesmo à acusação como "promotor de heresia". Se o denunciante nomeasse outros potenciais denunciantes, estes seriam também convocados. Todo o tipo de denúncias era aceito pela Inquisição, independentemente da reputação ou posição do denunciante. Boatos, meras suposições, serviam, e mesmo cartas anónimas eram aceites, "se o caso fosse de natureza que tal acção pareça adequada ao serviço de Deus e ao bem da Fé". Estava previsto que os próprios guardas dos cárceres podiam denunciar e ser testemunhas contra os acusados.

### Interrogatórios
Baseando-se nas denúncias, as detenções eram efectuadas pelos oficiais de justiça, ou pelos familiares, que estavam autorizados a andar armados e efectuar prisões.
Os julgamentos da Inquisição eram secretos e a possibilidade de recorrer das decisões era nula. O réu era interrogado e pressionado a confessar os "crimes" que lhe eram atribuídos. Os suspeitos não conheciam as acusações feitas contra eles, nem sequer a identidade das testemunhas. Cada tribunal da Inquisição contava com seus próprios funcionários (advogados, promotores, notários e etc.) e sua própria prisão. Vários métodos eram utilizados para extrair informações. O primeiro era a ameaça de morte, geralmente incluindo a escolha de uma confissão ou ser queimado na fogueira. O segundo era a prisão combinada com escassez de alimento. A terceira eram as visitas de outras pessoas que tinham sido julgadas, com a ideia de que encorajariam o acusado a confessar. Após estes métodos, seria usada a tortura, ou mesmo a sua simples ameaça, em que eram mostrados ao réu os diversos instrumentos nela usados.
Ao longo dos anos que durou, a Inquisição produziu vários manuais de procedimento, verdadeiros "livros de instruções" para lidar com os diversos tipos de heresia. O texto primordial é a própria bula Ad Extirpanda do Papa Inocêncio IV, de 1252, que nas suas trinta e oito leis detalha com minúcia o que deve ser feito e autoriza o uso da tortura. Dos diversos manuais depois produzidos, alguns se salientam: de Nicholas Eymerich, Directorium Inquisitorum, escrito em 1376; de Bernardo Gui, Practica inquisitionis heretice pravitatis, escrito entre 1319 e 1323. As bruxas não foram esquecidas: o livro Malleus Maleficarum ("o martelo das bruxas"), escrito em 1486, por Heinrich Kramer, trata do assunto. Em Portugal foram escritos diversos "Regimentos" (quatro) para uso dos inquisidores, o primeiro em 1552 a mando do Cardeal inquisidor D. Henrique e o último em 1774, este patrocinado pelo Marquês de Pombal. O Regimento de 1640 determinava que cada tribunal do Santo Ofício deveria possuir uma Bíblia, um compêndio de direito canónico e civil, o Directorium Inquisitorum de Eymerich, e o De Catholicis institutionibus de Diego de Simancas.

### Tortura

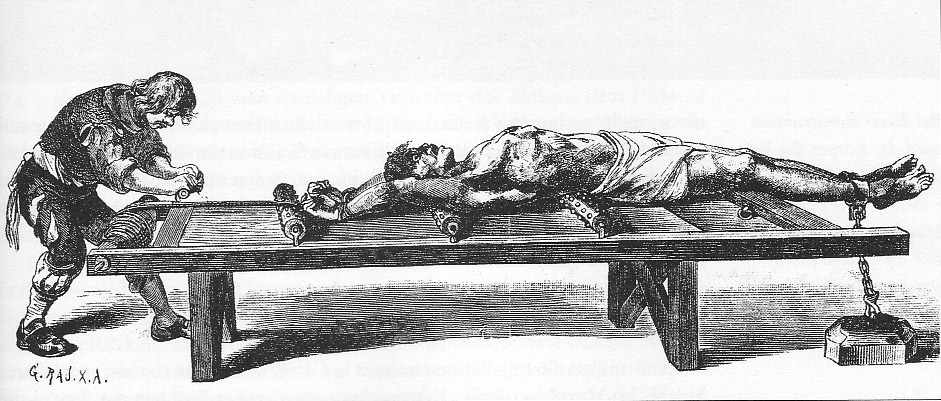
Tortura no cavalete.

Os interrogatórios eram por vezes seguidos por sessões de tortura. Em Portugal, o Regimento de 1613, acerca de como se deveria proceder com os arguidos que deveriam ser submetidos à tortura e como esta deveria ser efectuada, afirma:"... quando é tomada a decisão de que o arguido seja submetido à tortura, ou porque o crime não foi provado ou porque a sua confissão está incompleta (...)" Isto é, tanto aquele contra o qual não havia provas, assim como o chamado diminuto, poderiam ser submetidos a tortura. Antes da sessão, porém, o acusado era informado de que se morresse, partisse um membro ou perdesse a consciência durante a tortura, a culpa seria apenas sua, pois poderia ter evitado o perigo confessando sem demora as suas ofensas.
Após a bula Ad Extirpanda, autorizando a tortura, mas não pelas mãos dos próprios clérigos, o Papa Alexandre IV na bula Ut Negotium de 1256, permitia que os inquisidores se absolvessem mutuamente se tivessem incorrido em quaisquer "irregularidades canónicas no seu importante trabalho". Depois de meados do século XIII, a tortura tinha lugar seguro nos procedimentos da inquisição.
Os métodos habituais de tortura variavam conforme as regiões e países onde os inquisidores actuavam. Os mais usuais eram o strappado, em que os braços das vítimas eram amarrados atrás das costas por cordas, sendo o interrogado depois suspenso no ar por uma roldana e baixado de repente a pouca distância do chão; o cavalete (ou potro), nas suas diversas variantes, em que o corpo era esticado até deslocar as articulações e inutilizar músculos; e a simulação de afogamento, o célebre waterboarding, que mais tarde se tornou mais conhecido pela sua utilização pela CIA no começo do século XXI.
Antes do início de uma sessão de tortura, os seus instrumentos seriam mostrados ao interrogado, o que muitas vezes era suficiente para obrigar o seu testemunho. As sessões eram registadas por escrito, meticulosamente. Desses documentos sobrevivem um grande número; são secas exposições burocráticas, de tom de neutralidade clínica, que anotam também os gritos dos supliciados. As declarações feitas durante a tortura teriam, em teoria, de ser repetidas mais tarde, livremente, e num local afastado da câmara de tortura, mas na prática, os que retratavam as suas confissões sabiam que poderiam ser torturados novamente. Sob tortura, ou até interrogatório cerrado, comenta Cullen Murphy, as pessoas dirão seja o que for.

## Julgamento e Sentenças
Os julgamentos inquisitoriais pouco tinham a ver com a justiça. A aceitação de testemunhas de acusação suspeitas, a ocultação da sua identidade ao réu, os boatos e denúncias anónimas aceites como factos provados, o papel de figurante do advogado de defesa quando este existia, o uso da tortura, são a "perversão sistemática e metódica" dos conceitos mais básicos dum julgamento judicial. A inquisição nunca absolvia de facto um acusado, apenas o libertava por falta de suficientes provas. Em qualquer momento o processo poderia ser reaberto após novas denúncias. O frade franciscano Bernard Delicieux, adversário e vítima dos inquisidores, declarou, na presença do rei Filipe IV da França e da sua corte, que se São Pedro e São Paulo fossem acusados de "adorar" hereges e fossem processados à maneira da Inquisição, não teriam defesa possível. Nos manuais e registos de julgamentos inquisitoriais encontram-se habituais descrições dos Inquisidores como pacientes, caridosos benfeitores, vítimas, por assim dizer, da teimosia dos acusados, que eles tentam "salvar". Além dos vivos, a Inquisição também julgou os mortos. Julgamentos póstumos obrigavam a desenterrar os falecidos, e os seus restos eram queimados na fogueira. A inquisição era paciente. Os bens deixados pelo morto eram confiscados dos seus herdeiros.

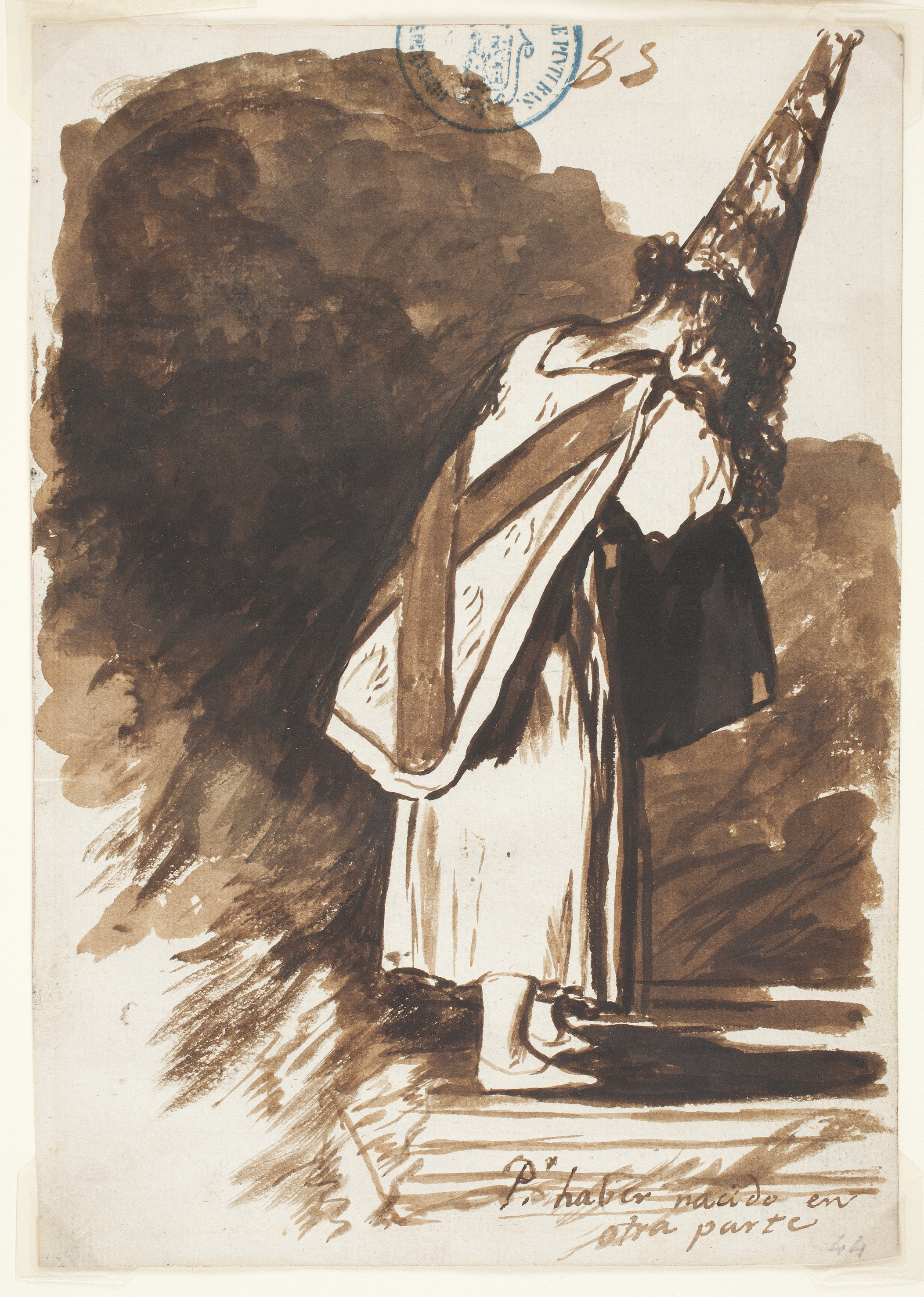
O sambenito, num desenho de Goya.

As sentenças da Inquisição poderiam ser, além da morte na fogueira, o exílio, multas, as galés, a prisão perpétua, e o confisco de bens e propriedades. A bula Ad Extirpanda determinava que as casas dos hereges deveriam ser completamente arrasadas. Ademais, o impacto da actividade inquisitorial na sociedade não se limitava a estas penas. Sob o terror da inquisição, famílias inteiras denunciavam-se mutuamente—pais, filhos, esposas, maridos—o que se somava à redução à miséria obtida pelo confisco dos bens e pela humilhação pública. Uma das penas da inquisição era o uso forçado de roupa ou sinais distintivos - como o sambenito.

### Uso do fogo

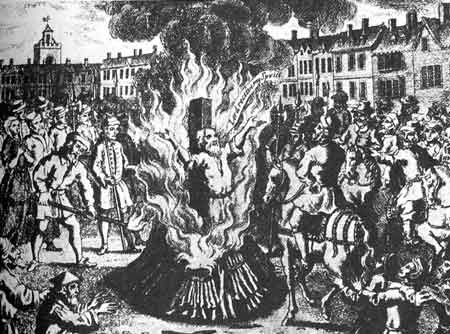
Representação de uma pessoa sendo queimada na fogueira.

A utilização de fogueiras como maneira de o braço secular aplicar a pena de morte aos condenados que lhes eram entregues pela Inquisição é o método mais famoso de aplicação da pena capital, embora existissem outros. Seu significado era basicamente religioso - dada a religiosidade que estava impregnada na população daquela época, inclusive entre os monarcas e senhores feudais -, uma vez que o fogo simbolizava a purificação, configurando a ideia de desobediência a Deus e ilustrando a imagem do Inferno.
Brian Innes é de opinião que a lógica por trás deste castigo final era a visão de que a alma eterna do herege poderia permanecer incólume; portanto a única maneira de o salvar do castigo de Deus na vida após a morte era destruir o seu corpo e mente corrompidos, assim libertando a sua alma, purgada de todos os pecados. Por sua vez, Jennifer Deane escreve que o fogo era o meio de execução escolhido porque, de acordo com o legislado no Concílio de Verona em 1184, aniquilava o organismo de tal maneira que ele não poderia ser ressuscitado; proscrições canónicas contra o derramamento de sangue (reafirmadas no Quarto Concílio de Latrão em 1215) poderiam também ter sido uma influência.
O historiador A. J. Saraiva, estudando a inquisição portuguesa, em Lisboa, narra que os condenados à fogueira eram presos à estaca num plano mais alto do que a pira, numa zona habitualmente ventosa, o que tinha como resultado, se a vítima não sufocasse primeiro, que o calor a assava lentamente, num suplício que poderia durar horas, diante duma multidão alegre e excitada.
Em muitos casos também queimavam-se em praça pública os livros avaliados pelos inquisidores como símbolos do pecado: "No fim do auto se leo a sentença dos livros proibidos e se mandarão queimar três canastras delles. Maio de 1624".
Foi por causa da sua obra "Discours pathetique au sujet des calamités", publicada em Londres (1756), que o Cavaleiro de Oliveira foi relaxado à justiça secular que o fez queimar em estátua com o livro suspenso ao pescoço — como herege convicto — durante o auto de fé realizado em Lisboa no ano de 1761.

## Estatísticas
Desde o século XIX, os historiadores têm gradualmente extraído estatísticas dos registros dos tribunais inquisidores, a partir das quais estimativas foram calculadas ajustando o número registrado de condenações pela taxa média de perda de documentos para cada período de tempo compilado. O professor italiano de história renascentista e perito em Inquisição Carlo Ginzburg tem as suas dúvidas sobre a utilização de estatísticas para chegar a um julgamento sobre o período: "Em muitos casos, não temos as provas, as provas foram perdidas", disse Ginzburg.
Cerca de 1818, estando refugiado em França, Juan Antonio Llorente publicou o seu trabalho mais conhecido, a Histoire critique de l'Inquisition espagnole (História Crítica da Inqusição Espanhola). As suas obras "foram os primeiros relatos totalmente documentados da Inquisição a terem visto a luz do dia em mais de trezentos anos de existência do tribunal". Llorente, que fora secretário da própria Inquisição Espanhola, teve acesso total aos arquivos da instituição. Ele calculou que em Espanha a Inquisição tinha queimado na fogueira mais de 300 mil vítimas, um número que a grande maioria dos historiadores considera manifestamente exagerado.
García Cárcel estima que o número total de pessoas julgadas por tribunais inquisitoriais ao longo da sua história foi de aproximadamente 150 mil, das quais cerca de três mil foram executadas - cerca de dois por cento do número de pessoas que foram a julgamento. Gustav Henningsen e Jaime Contreras estudaram os registros da Inquisição Espanhola, que lista 44 674 casos, dos quais 826 resultaram em execuções e 778 em efígies (ou seja, quando um boneco de palha era queimado no lugar da pessoa). William Monter estima mil execuções entre 1530-1630 e 250 entre 1630-1730. Jean-Pierre Dedieu estudou os registros de tribunal de Toledo, que colocou 12 mil pessoas em julgamento. Para o período anterior a 1530, Henry Kamen estimou que houve cerca de duas mil execuções em todos os tribunais da Espanha. Os tribunais eclesiásticos atuaram em Minas Gerais entre 1700 e 1820, onde aconteceram 989 denúncias nas comarcas do Rio da Mortes, do Rio das Velhas, do Serro do Frio e na de Vila Rica.
Com base no estudo dos processos inquisitoriais concluiu o historiador católico Rino Camillieri: "Em 50 000 processos inquisitoriais uma ínfima parte levou à condenação à morte, e dessas só uma pequena minoria produziu efetivamente execuções". Em Toulouse, considerada uma das cidades em que a inquisição atingiu grau mais forte "houve apenas 1% de sentenças à morte", diz Rino Camillieri. Agostinho Borromeu, historiador que estudou a inquisição espanhola pontua: "A Inquisição na Espanha celebrou, entre 1540 e 1700 (160 anos), 44 674 juízos. Os acusados condenados à morte foram apenas 1,8% (804) e, destes, 1,7% (13) foram condenados em 'contumácia' (queima de efígies)". Adriano Garuti, historiador escreve: "contrariamente ao que se pensa, apenas uma pequena fração do procedimento inquisitorial se concluía com a condenação à morte."
Thomas Noffke, um pastor valdense, comentou: "Se há muitos ou poucos casos, isso não importa. O importante é que não se diga: "Tenho razão e tu estás errado e eu queimo-te na fogueira"".

## Posição actual da Igreja Católica
A reflexão sobre a actividade inquisitorial da Igreja Católica começou a ser seriamente levada a cabo no período de preparação para o Grande Jubileu de 2000, por iniciativa de João Paulo II, que apelou ao arrependimento de "exemplos de pensamento e de acção que são de facto uma fonte de anti-testemunho e de escândalo". A 12 de Março de 2000, durante a celebração do Jubileu, o Papa, em nome de toda a Igreja Católica, bem como de todos os cristãos, pediu desculpa por estes actos e em geral por vários outros. O Papa pediu perdão para sete categorias de pecados: pecados gerais; pecados "ao serviço da verdade"; pecados contra a unidade cristã; pecados contra os judeus; contra o respeito pelo amor, paz e culturas; pecados contra a dignidade das mulheres e das minorias; e contra os direitos humanos. Alguns teólogos foram de opinião que este pedido de desculpas sem precedentes iria minar a autoridade da Igreja.
O pedido de desculpas de João Paulo II foi considerado imperfeito por vários críticos, entre eles personalidades judaicas, que entre outros pontos levantaram a questão da beatificação, na mesma altura, do Papa Pio IX, conhecido pelo seu antissemitismo e responsável pelo rapto de Edgardo Mortara, uma criança de seis anos, retirada à força da sua família judia.